# Народна справа (часопис, 1928)
«Народна справа» — часопис-тижневик для селян, заснований у 1928 році Іваном Тиктором у Львові. Видавався до 1939 року.

## Тематика
У газеті вміщувалися політичні вісті, статті з життя українського народу, матеріали про господарські справи, давалися різні поради. Цікавими були розділи «Читання з історії України», «Що в світі чувати», «Що чувати в нашім селі», «Новинки», «Господарські поради», «Жіночі справи», «Торбинка сміху» та інші. «Народна справа» швидко стала найпопулярнішим виданням для селян, тиражі часопису були найвищими в Західній Україні, наклад його перевищував 40 тис. примірників. Кожний передплатник газети автоматично страхував свою худобу, деякі села передплачували 100 і більше екземплярів часопису. 

## Журналісти
Редактором видання був відомий український письменник й публіцист Юрій Шкрумеляк.